# Turney (Missouri)
Turney è un villaggio degli Stati Uniti d'America, situato nello Stato del Missouri, nella contea di Clinton.